# Hochwasserrückhaltebecken Straußfurt
Das Hochwasserrückhaltebecken Straußfurt liegt bei Straußfurt, Landkreis Sömmerda in Thüringen. Es war zunächst ein sogenanntes „Grünes Becken“ und hielt nur bei Hochwasser das Wasser der Unstrut zurück. Weitere Zwecke sind Brauchwasserversorgung und Naturschutz.

## Staudamm
Das Absperrbauwerk ist ein Erddamm, der Ende der 1960er Jahre errichtet worden ist. Er besteht aus zwei Zonen, einem wasserseitigen Dichtungskörper aus Keupermergel und einem luftseitigen Stützkörper aus Kies. An der Wasserseite ist er zusätzlich von einer Asphaltbetonschicht abgedeckt. Der Damm hat ein 91 m langes Entlastungsbauwerk aus Beton. Die Hochwasserentlastung besteht aus einem 270 m langen Hangüberlauf mit einer 200 m langen Rinne.  Das Hochwasserrückhaltebecken wird von der Thüringer Fernwasserversorgung betrieben.